# Cyphopterum sotaventonis
Cyphopterum sotaventonis är en insektsart som beskrevs av Lindberg 1958. Cyphopterum sotaventonis ingår i släktet Cyphopterum och familjen Flatidae. Inga underarter finns listade i Catalogue of Life.